# Aliénor Debrocq
Œuvres principales
Le Tiers sauvage 
 Cent jours sans Lily
Aliénor Debrocq, née en septembre 1983 à Mons (Belgique), est une autrice,  journaliste et professeure de littérature dans des écoles supérieures d'art. On lui doit de nombreuses nouvelles, dont le recueil À voie basse (prix Franz de Wever), ainsi que quatre romans dont Le tiers sauvage et Cent jours sans Lily.  

## Biographie
Aliénor Debrocq écrit des fictions depuis son adolescence. Titulaire d'un doctorat en histoire de l'art elle a bénéficié, depuis 2013, de plusieurs bourses et résidences. Professeure de littérature contemporaine, elle enseigne dans trois écoles supérieures des arts (Arts², ArBA-EsA et ENSAV de La Cambre), tous ses cours sont en relation avec l’écriture (sous forme d’ateliers) ou la littérature ; elle est également journaliste indépendante (Le Soir, L'Écho, JV Magazine, Le Vif...).
Aliénor Debrocq est l'autrice de plusieurs nouvelles ainsi que des recueils Cruise control et À voie basse, pour lequel elle s'est vu attribuer le prix Franz de Wever en 2017. Dans les treize nouvelles constituant la fiction À voie basse Aliénor Debrocq confronte ses personnages au doute entourant la maternité et à l’ambivalence de l’acte de mettre au monde un nouvel être ; de cette vision kaléidoscopique de l'enfantement, ses personnages se sortent plus ou moins cabossés (couple en crise après l’enfant, rupture avec les copines, souffrance du corps, joie de la naissance, histoire d’amour...).
En 2019, son premier roman publié Le tiers sauvage est nommé au prix Première et au prix des lecteurs des librairies Club. Il s'agit d'un roman à tiroirs ; la rencontre fortuite entre une jeune femme un peu recluse (Clara Clossant) et un auteur à succès (Marcus Klein) est prétexte à une intrigue un peu romancée portant un regard ironique sur les genres littéraires. Le titre du livre Le tiers sauvage est une allusion à la protection de l'environnement (une expression liée à la politique de Conservatoire du littoral) et la part sauvage dans l'écriture du livre lui-même.
Paru en 2020, son second roman Cent jours sans Lily est finaliste du prix Victor-Rossel. Ce roman met en scène une autrice-journaliste tiraillée entre sa propre enquête et la routine du quotidien alimentant son désir d’ailleurs, en Russie et en Amérique. La construction narrative de ce petit livre est atypique : Aliénor Debrocq ayant écrit un chapitre court par jour pendant cent jours, la brièveté des chapitres donne à ce livre un rythme particulier.
En 2021, Aliénor Debrocq écrit HeLa une pièce de théâtre pour jeunes comédiens publiée dans la collection La scène aux ados. 
La même année, elle cosigne avec le photographe belge Philippe Mailleux le livre Lisières, à l’orée de la littérature et de la photographie ; elle imagine et écrit le hors-champ, l'absence et les vestiges d'une présence inspiré des seize images du photographe.
En 2022, dans son livre Maison Miroir, l'autrice, partant d'un conflit de voisinage opposant deux familles habitant des appartements mitoyens, traite la question de la cohabitation des communautés et de l’émancipation féministe. La même année, dans Bulldozer, un roman « jeune public » paru aux éditions CotCotCot dans la collection « Combats » et illustré par Evelyne Mary, elle aborde le sujet de la désindustrialisation et du déclin urbain (shrinking city) à travers un récit situé à Détroit.

## Œuvres

### Nouvelles et essais
- Décloisonnée, nouvelle du recueil Ça déménage !, Concours de nouvelles Fédération Wallonie- Bruxelles, 2011[17]
- Le sexe des huîtres, concours de nouvelles, Femmes d'aujourd’hui, 2011[17]
- Les douze volées, en format numérique, concours de nouvelles, Short Édition, 2011[18]
- Tambouille tandem, nouvelle du recueil Dernier voyage, concours de nouvelles de la police de Liège, Éditions Luce Wilquin, 2012,  (ISBN 978-2-8825-3452-1)[17]
- De hond is in de pot, revue numérique Sans-titres, 2013[17]
- Le syndrome de Botrange, en 6 épisodes, Le Quotidien du médecin, 2013[19]
- Blue Monday, revue Dissonances, 2013[20]
- Pieds en l’aire, Bruxelles, ONLIT Editions, 2013[21]
- Cruise control,  Louvain-la-Neuve, Quadrature, 2013,  (ISBN 978-2-9305-3832-7)[22]
- Chasse lasse,  Montréal, Mœbius, 2015[23]
- Les entretiens de Tervuren : Christian Dotremont, de la voix à la page, contribution pour entretiens d’artistes poétique et pratiques, Paris, Editions Vrin, 2016,  (ISBN 978-2-7116-2576-5)[24]
- À travers le regard (suite III), nouvelle d'un livre trilingue inspiré de Carita Savolainen, Éléments de langage, 2017,  (ISBN 978-2-930710-14-3)[25]
- À voie basse, Louvain-la-Neuve, Quadrature, 2017,  (ISBN 978-2-930538-72-3)[26]
- Lisières, écriture sur les photographies de Philippe Mailleux, ONLIT éditions, 2021,  (ISBN 978-2-87560-137-7)[27]

### Romans
- Le tiers sauvage, Hannut, Éditions Luce Wilquin, 2018,  (ISBN 978-2-88253-552-8)[28]
- Cent jours sans Lily, Bruxelles, ONLIT éditions, 2020,  (ISBN 978-2-87560-121-6)[29]
- Bulldozer, ill. Evelyne Mary, Bruxelles, CotCotCot Éditions, 2022,  (ISBN 978-2-93094-139-4)[16]
- Maison miroir, Arles, Éditions du Rouergue, 2022,  (ISBN 978-2-8126-2350-9)[15]

### Théâtre
- HeLa, un des textes du tome 16 de la Collection La scène aux ados Manage, Éditions Lansman, 2021,  (ISBN 978-2-8071-0323-8)[30]